# Sebastián Acosta
Sebastián Acosta Pineda (Pereira, Risaralda, Colombia, 1 de noviembre de 1994) es un futbolista colombiano que juega como volante mixto y su equipo actual es Deportivo Pereira de la Categoría Primera A colombiana.

## Clubes
| Club              | País      | Temporadas    |
| ----------------- | --------- | ------------- |
| Deportivo Pereira | Colombia  | 2012 - 2014   |
| Patriotas Boyacá  | Colombia  | 2015          |
| Real Estelí       | Nicaragua | 2017          |
| Fortaleza CEIF    | Colombia  | 2018          |
| Deportivo Pasto   | Colombia  | 2019          |
| Fortaleza CEIF    | Colombia  | 2019-2020     |
| Alianza Petrolera | Colombia  | 2021-presente |

## Estadísticas
| Club                         | Div.          | Temporada     | Liga  | Liga  | Copa Nacional | Copa Nacional | Copa Internacional | Copa Internacional | Total | Total |
| Club                         | Div.          | Temporada     | Part. | Goles | Part.         | Goles         | Part.              | Goles              | Part. | Goles |
| ---------------------------- | ------------- | ------------- | ----- | ----- | ------------- | ------------- | ------------------ | ------------------ | ----- | ----- |
| Deportivo Pereira · Colombia | 2.ª           | 2012          | 2     | 0     | 0             | 0             | -                  | -                  | 2     | 0     |
| Deportivo Pereira · Colombia | 2.ª           | 2013          | 2     | 0     | 0             | 0             | -                  | -                  | 2     | 0     |
| Deportivo Pereira · Colombia | 2.ª           | 2014          | 14    | 1     | 5             | 0             | -                  | -                  | 19    | 1     |
| Deportivo Pereira · Colombia | Total club    | Total club    | 18    | 1     | 5             | 0             | 0                  | 0                  | 23    | 1     |
| Patriotas Boyacá · Colombia  | 1.ª           | 2015          | 5     | 0     | 3             | 0             | -                  | -                  | 8     | 0     |
| Patriotas Boyacá · Colombia  | Total club    | Total club    | 5     | 0     | 3             | 0             | 0                  | 0                  | 8     | 0     |
| Real Estelí · Nicaragua      | 1.ª           | 2017          | 14    | 3     | -             | -             | 2                  | 0                  | 16    | 3     |
| Real Estelí · Nicaragua      | Total club    | Total club    | 14    | 3     | 0             | 0             | 2                  | 0                  | 16    | 3     |
| Deportivo Pasto · Colombia   | 1.ª           | 2019          | 5     | 0     | 5             | 0             | -                  | -                  | 10    | 0     |
| Deportivo Pasto · Colombia   | Total club    | Total club    | 5     | 0     | 5             | 0             | 0                  | 0                  | 10    | 0     |
| Fortaleza CEIF · Colombia    | 2.ª           | 2018          | 24    | 9     | 2             | 1             | -                  | -                  | 26    | 10    |
| Fortaleza CEIF · Colombia    | 2.ª           | 2019          | 20    | 10    | -             | -             | -                  | -                  | 20    | 10    |
| Fortaleza CEIF · Colombia    | 2.ª           | 2020          | 13    | 9     | 1             | 0             | -                  | -                  | 14    | 9     |
| Fortaleza CEIF · Colombia    | Total club    | Total club    | 57    | 28    | 3             | 1             | 0                  | 0                  | 60    | 29    |
| Alianza Petrolera · Colombia | 1.ª           | 2021          | 20    | 5     | 1             | 0             | -                  | -                  | 25    | 6     |
| Alianza Petrolera · Colombia | Total club    | Total club    | 20    | 5     | 1             | 0             | 0                  | 0                  | 25    | 6     |
| Total carrera                | Total carrera | Total carrera | 119   | 37    | 17            | 1             | 2                  | 0                  | 142   | 39    |